# Oratorio di San Giacomo (Corniglio)
L'oratorio di San Giacomo è un luogo di culto cattolico dalle forme barocche, situato in via Suor Maria Baratta 6 a Bosco, frazione di Corniglio, in provincia e diocesi di Parma; è sussidiario della parrocchiale di San Lorenzo di Bosco e fa parte della zona pastorale della Montagna.

## Storia
Il luogo di culto originario fu edificato nell'abitato di Bosco in epoca medievale; la più antica testimonianza della sua esistenza risale al 1230, quando la capelle de Bosco, dipendente dalla pieve di Corniglio, fu menzionata nel Capitulum seu Rotulus Decimarum della diocesi di Parma.
Entro il 1564 il tempio, dedicato a san Lorenzo, fu eretto a sede parrocchiale autonoma.
Col tempo l'antico edificio cadde nel degrado e agli inizi del XVII secolo risultava ormai in rovina; gli abitanti della località di Cirone intrapresero allora, nei pressi del piccolo borgo, i lavori di costruzione della nuova chiesa parrocchiale di San Lorenzo. Tuttavia, a causa dell'eccessiva distanza del costruendo tempio dal centro principale di Bosco, ove si trovava la canonica, nel 1622 vi fu avviata, per volere del parroco Giacomo Pioli, l'edificazione di un oratorio, che, inizialmente dedicato a sant'Andrea Apostolo, fu completato nel 1631; il nuovo luogo di culto boschese, nel frattempo reintitolato alla Madonna e ai santi Francesco e Rocco, fu benedetto il 13 giugno 1638, lo stesso giorno del tempio di Cirone, e rimase de facto la sede parrocchiale di Bosco, grazie anche alla presenza del fonte battesimale.
L'oratorio fu in seguito dedicato all'Immacolata, prima della definitiva intitolazione a san Giacomo.
Nel 1725 il luogo di culto fu dotato del campanile.

## Descrizione

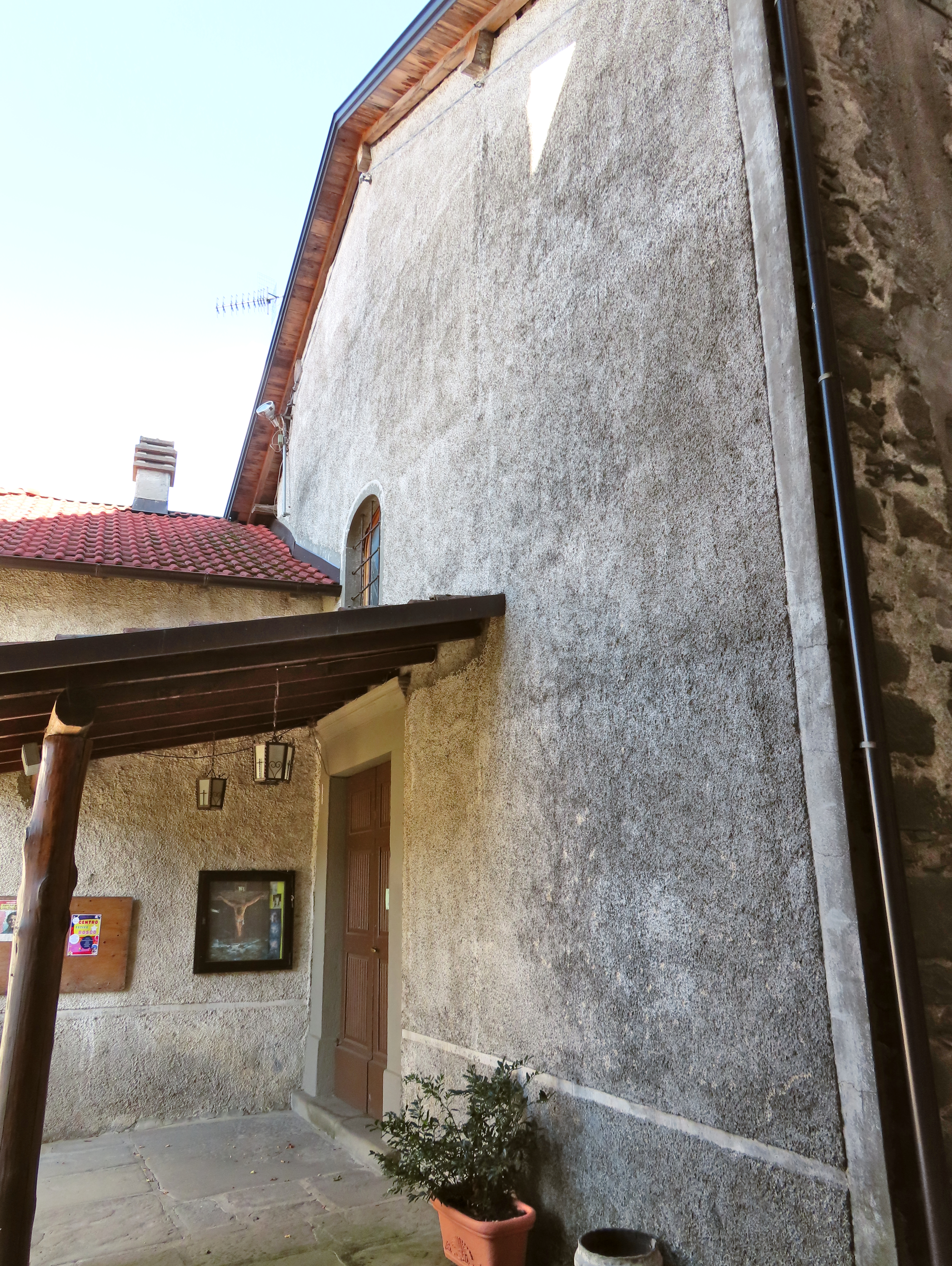
Facciata

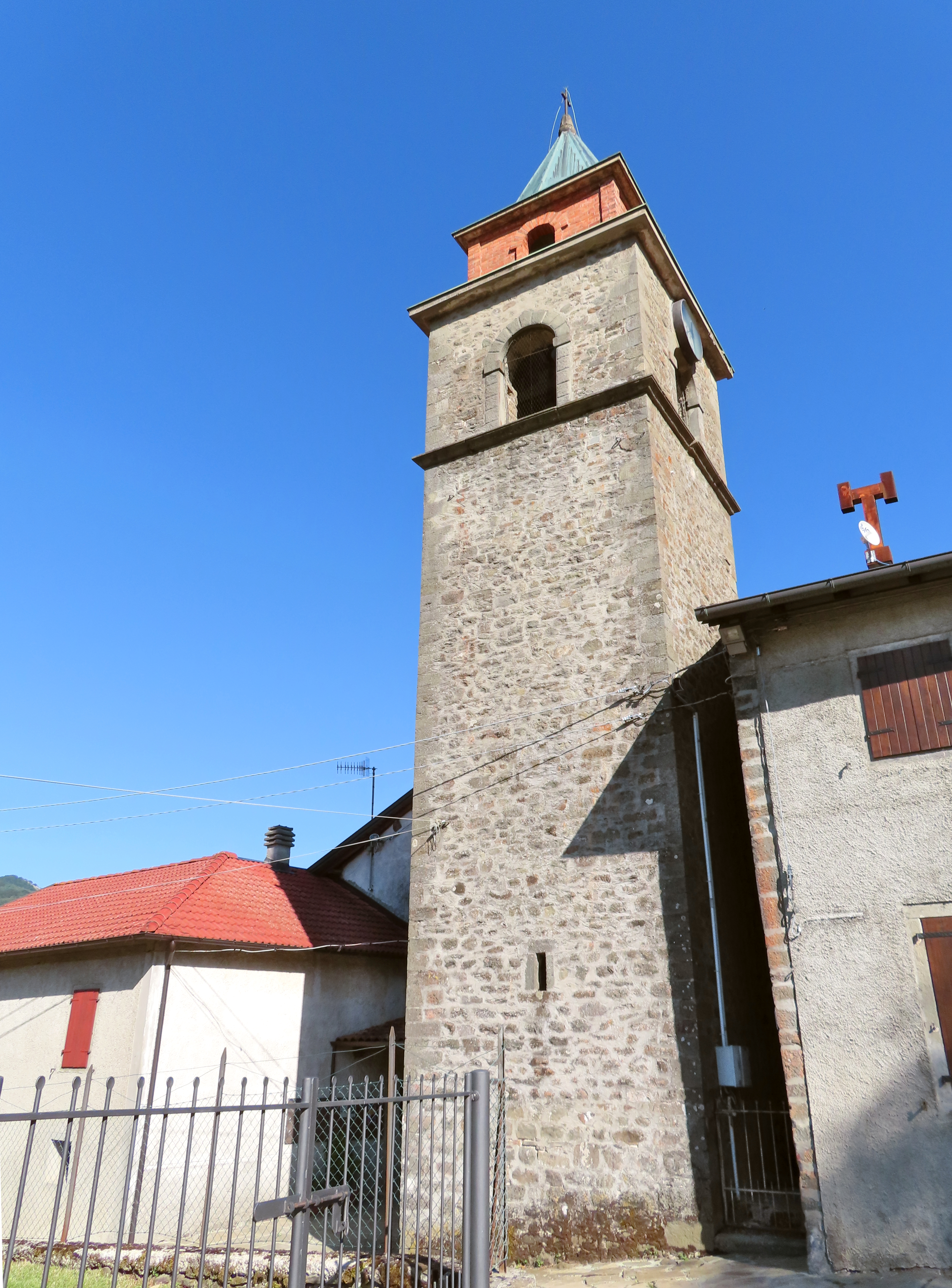
Campanile

La chiesa si sviluppa su un impianto a navata unica affiancata da una cappella per lato, con ingresso a nord-ovest e presbiterio absidato a sud-est.
La semplice facciata a capanna, intonacata, sulla sinistra è addossata a un edificio residenziale, che la copre parzialmente; al centro è collocato il portale d'ingresso, delimitato da una cornice in pietra e riparato da un piccolo portico retto da un tronco di legno sulla destra e dalla parete della casa sul lato opposto; più in alto si apre nel mezzo una finestra ad arco ribassato. Sulla destra il prospetto è preceduto dalla massiccia torre campanaria in pietra, accessibile attraverso un portale alla base; la cella campanaria si affaccia sulle quattro fronti attraverso ampie monofore ad arco a tutto sesto; in sommità, oltre il cornicione in aggetto, si eleva la lanterna in laterizio a pianta quadrata, mentre a coronamento si innalza una guglia metallica a base ottagonale.
All'interno la navata, coperta da un soffitto piano a travetti lignei, è affiancata sul fondo da due ampie arcate a tutto sesto, attraverso le quali si affacciano le cappelle laterali, coronate da volte a botte lunettate.
Il presbiterio, lievemente sopraelevato, è preceduto dall'arco trionfale, ornato con due nicchie a tutto sesto contenenti statue di santi; l'ambiente, coronato da una volta a botte, ospita nel mezzo l'altare maggiore in pietra a mensa, aggiunto intorno al 1970; sul fondo l'abside a pianta poligonale, coperta da un catino a spicchi, è illuminata lateralmente da due monofore ad arco ribassato profondamente strombate.